# Prix Marcel Duchamp

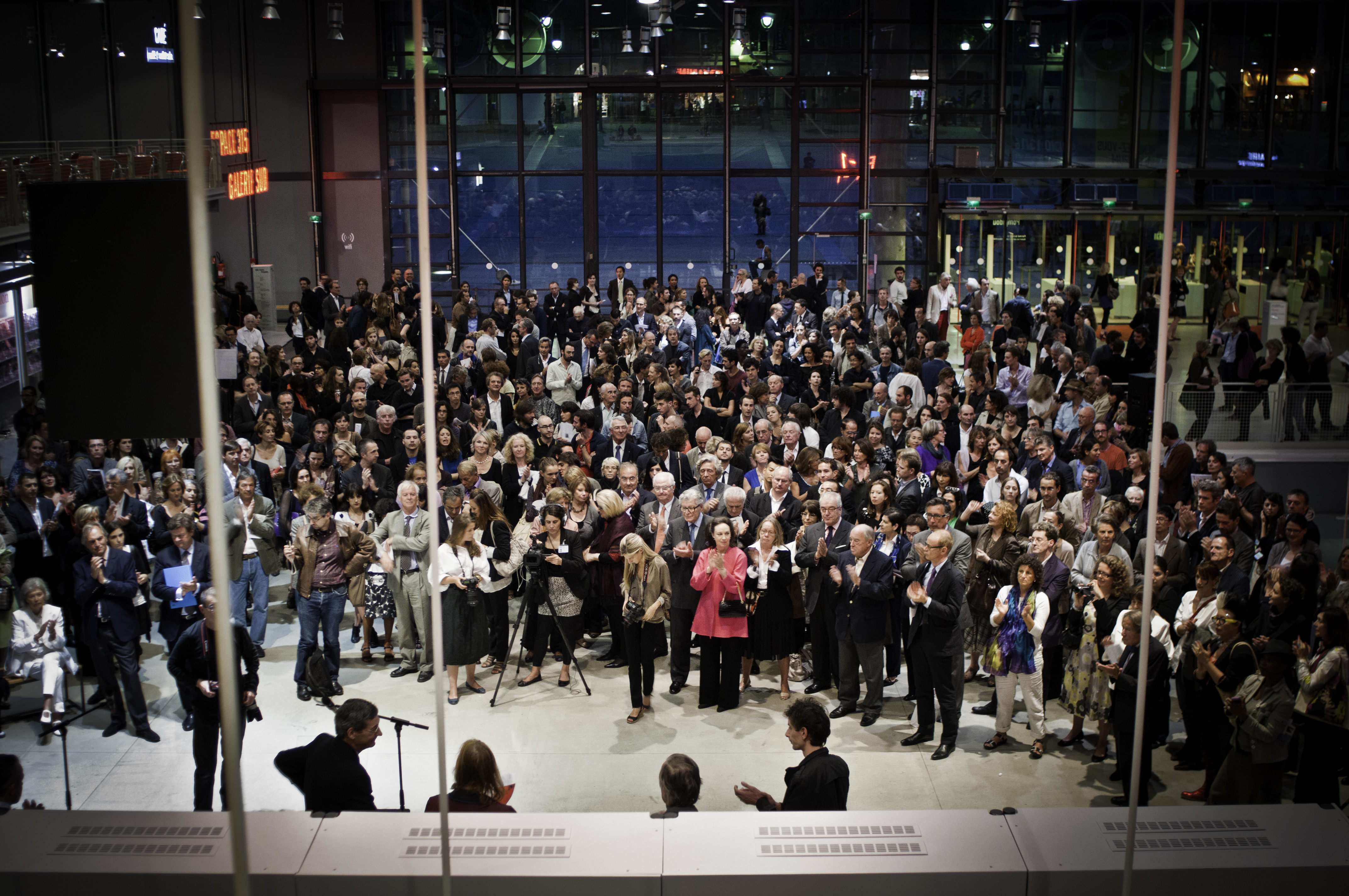
Prix Marcel Duchamp 2009

Der Prix Marcel Duchamp ist eine nach dem französischen Konzeptkünstler Marcel Duchamp (1887–1968) benannte, mit 35.000 Euro dotierte Auszeichnung, die seit dem Jahr 2000 jährlich von der Association pour la Diffusion Internationale de l’Art Française (ADIAF) an französische oder in Frankreich lebende Künstler verliehen wird.
Die ADIAF ist eine der wichtigsten Vereinigungen von Liebhabern, Mäzenen und Sammlern zeitgenössischer Kunst in Frankreich.
Die Preisvergabe wird vom Musée d’Art Moderne – Centre Georges Pompidou in Paris organisiert und vorgenommen.
Die jeweiligen Künstler werden aus einem Kollektiv von Nachwuchskünstlern ausgesucht; der Preisträger (Laureat) wird schließlich von einer jährlich wechselnden internationalen Jury ausgelobt. Nominiert werden u. a. bildende Künstler, Designer und Gestalter aus den Bereichen Skulptur, Installationskunst, Photographie, Videokunst, Malerei und Multimedia. Der Preisträger ist eingeladen, Originalwerke seines Œuvres für die Dauer von zwei Monaten in einer Sonderausstellung im Centre Georges Pompidou zu präsentieren; das ADIAF stellt hierfür zusätzlich 30.000 Euro zur Verfügung. Zur Preisverleihung wird ein Ausstellungskatalog herausgegeben, der dem Preisträger sowie allen Nominierten gewidmet ist.

## Preisträger

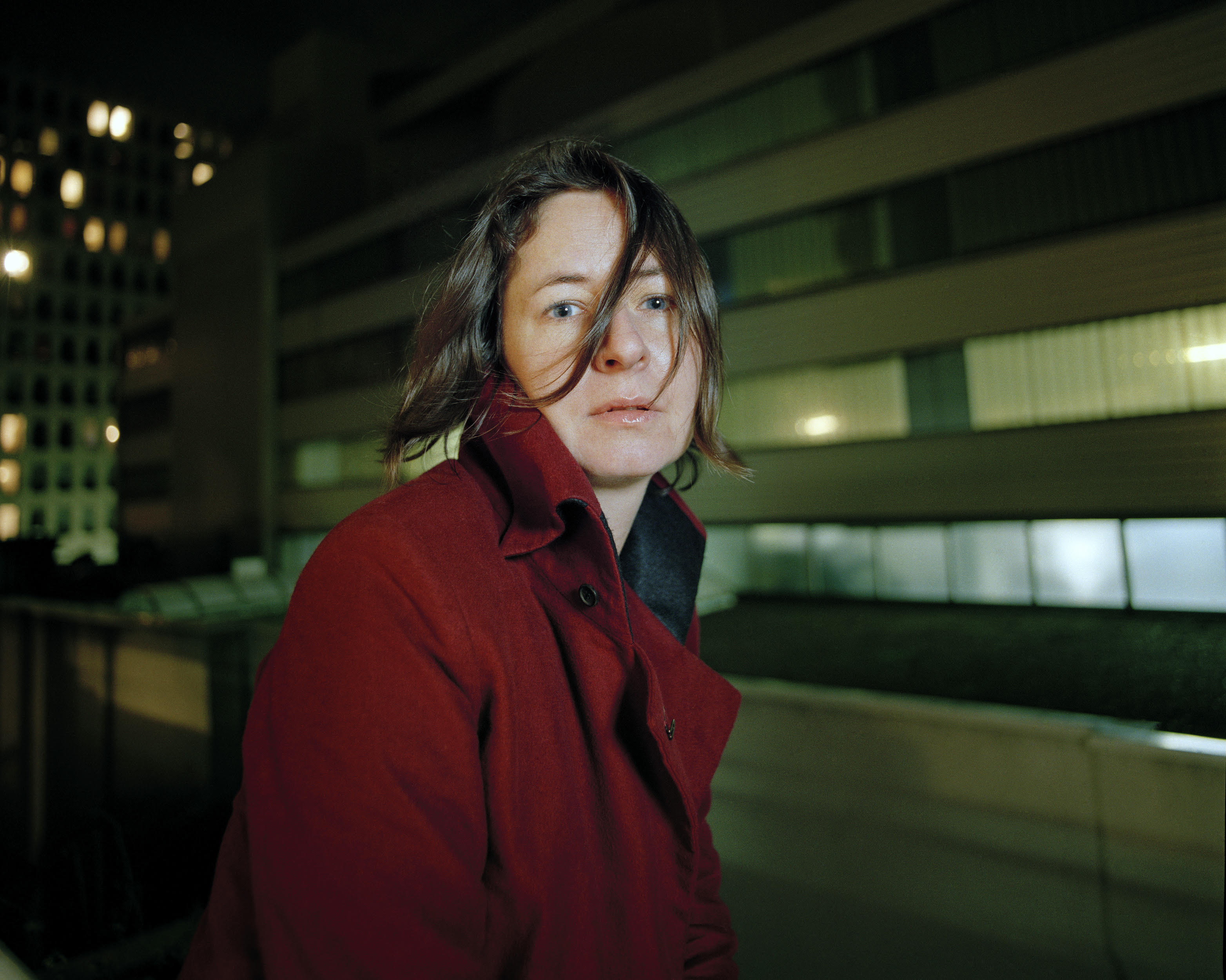
Preisträgerin im Jahr 2002: Dominique Gonzalez-Foerster

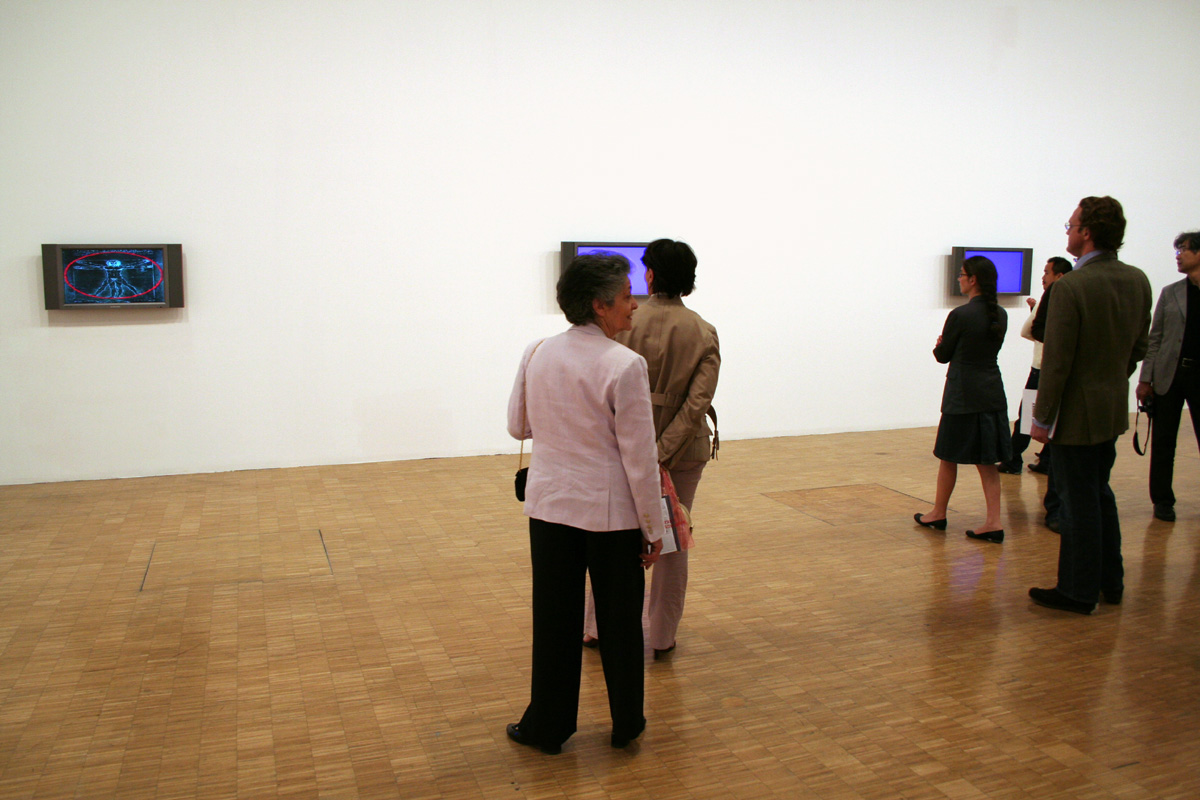
Eröffnung der Ausstellung Manège des Prix Marcel Duchamp-Preisträgers von 2005: Claude Closky (Centre Pompidou 2006)

- 2001: Thomas Hirschhorn (* 1957 in Bern, Schweiz) – Installationen
- 2002: Dominique Gonzalez-Foerster (* 1965 in Straßburg, Frankreich) – Skulpturen, Installationen, Videokunst
- 2003: Mathieu Mercier, (* 1970 in Conflans-Sainte-Honorine, Frankreich) – Skulpturen, Installationen
- 2004: Carole Benzaken, (* 1964 in Grenoble, Frankreich) – Malerei, Installationen
- 2005: Claude Closky, (* 1963 in Paris) – Multimedia
- 2006: Philippe Mayaux (* 1961 in Roubaix) – Frankreich
- 2007: Tatiana Trouvé (* 1968)
- 2008: Laurent Grasso (* 1972 in Mülhausen im Elsass)
- 2009: Saâdane Afif (* 1970 in Vendôme) – Frankreich
- 2010: Cyprien Gaillard (* 1980 in Paris) – Frankreich
- 2011: Mircea Cantor (* 1977 in Rumänien)
- 2012: Daniel Dewar (* 1976 in Forest of Dean) – Großbritannien und Grégory Gicquel (* 1975 in Saint Brieuc) – Frankreich
- 2013: Latifa Echakhch (* 1974 in El Khnansa) – Marokko
- 2014: Julien Prévieux (* 1974 in Grenoble) – Performancekünstler
- 2015: Melik Ohanian (* 1969 in Lyon, Frankreich) – Installationen, Fotografie
- 2016: Kader Attia (* 1970 in Dugny, Frankreich) – Film, Installationen
- 2017: Joana Hadjithomas und Khalil Joreige, Künstlerduo
- 2018: Clément Cogitore (* 1983 in Colmar) – Frankreich
- 2019: Éric Baudelaire (* 1973 in Salt Lake City) – französisch-amerikanischer Künstler und Filmemacher
- 2020: Kapwani Kiwanga (* 1978 in Hamilton (Ontario)) – kanadische Künstlerin
- 2021: Lili Reynaud-Dewar (* 1975 in La Rochelle) – französische Künstlerin
- 2022: Mimosa Echard. (* 1986 in Alès) – französische Künstlerin
- 2023: Tarik Kiswanson  (* 1986 in Halmstad, Schweden) – lebt und arbeitet in Frankreich[1]